# Воинское кладбище № 11 (Воля-Цеклиньска)
 Памятник культуры Подкарпатского воеводства, регистрационный номер А-294 от 4 июня 1996 года.
Воинское кладбище № 11 — Воля-Цеклиньска (пол. Cmentarz wojenny nr 11 - Wola Cieklińska) — воинское кладбище, находящееся в окрестностях села Воля-Цеклиньска, Ясленский повят, Подкарпатское воеводство. Кладбище входит в группу Западногалицийских воинских захоронений времён Первой мировой войны. На кладбище похоронены военнослужащие Австро-Венгерской, Германской и Российской армий, погибшие во время Первой мировой войны в мае 1915 года. Исторический памятник Подкарпатского воеводства.

## История
Кладбище было построено Департаментом воинских захоронений К. и К. военной комендатуры в Кракове в 1915 году по проекту австрийского архитектора Душана Юрковича. На прямоугольном кладбище площадью 545 квадратных метра находится 7 братских и 56 индивидуальных могил, в которых похоронены 22 австрийских, 46 германских и 46 русских солдат.
В 90-е годы XX столетия усилиями администрации гмины Дембовец был произведён ремонт кладбища, после которого были перепутаны и установлены не на свои места погребальные таблички с именами похороненных.
4 июня 1996 года кладбище было внесено в реестр исторических памятников Подкарпатского воеводства (№А — 294).

## Описание
На кладбище располагается памятник в виде полой ротонды. В этой ротонде похоронены два офицера германской армии, один австрийский и один русский солдат. В ротонду можно войти через низко расположенный квадратный вход. Предполагается, что захоронение в ротонде военнослужащих противоборствующих армий было сделано целенаправленно как знак будущего примирения. Над входом прикреплена табличка с надписью на немецком языке:
| WIR ZOGEN ZUM STREIT UND FANDEN FRIEDEN | (Мы отправились на битву и обрели мир) |

## Источник
- Oktawian Duda: Cmentarze I wojny światowej w Galicji Zachodniej. Warszawa: Ośrodek Ochrony Zabytkowego Krajobrazu, 1995. ISBN 83-85548-33-5.